# Fabrice Henry
Fabrice Henry (* 13. Februar 1968 in Argenteuil) ist ein ehemaliger französischer Fußballspieler.
Als Aktiver spielte Henry elf Jahre beim FC Sochaux, bevor er auf Wanderschaft ging. Nach je einem Jahr bei Olympique Marseille, Olympique Nîmes, FC Perpignan und FC Toulouse spielte er ebenfalls ein Jahr in Spanien bei CD Toledo.
Hiernach spielte Fabrice Henry drei Jahre für den FC Basel, im dritten wurde er zu Hibernian Edinburgh ausgeliehen. Zurück in Basel konnte er sich nicht mehr durchsetzen.
Seit seinem Karriereausklang wohnt der Familienvater auf Korsika, 75 Kilometer südlich von Bastia, und betreut beim FC Aléria als Amateurtrainer Junioren im Alter von fünf bis 16 Jahren.